# Syntrechalea adis
Syntrechalea adis là một loài nhện trong họ Trechaleidae.
Loài này thuộc chi Syntrechalea. Syntrechalea adis được miêu tả năm 2008 bởi Carico.